# Calum Jarvis
Calum Jarvis (Ystrad Rhondda, 12 mei 1992) is een Brits zwemmer.

## Carrière
Jarvis maakte zijn internationale debuut tijdens de Europese kampioenschappen kortebaanzwemmen 2012 in Chartres met een 17e plaats op de 200 meter rugslag als beste individuele resultaat. Op de Gemenebestspelen 2014 behaalde hij voor Wales de bronzen medaille op de 200 meter vrije slag.
Op de wereldkampioenschappen zwemmen 2015 in Kazan zwom Jarvis samen met Daniel Wallace, Robert Renwick en James Guy naar de wereldtitel op de 4x200 meter vrije slag, meteen ook de eerste Britse wereldtitel in dit nummer.

## Internationale toernooien
| Jaar | Olympische Spelen | WK langebaan                                                                          | WK kortebaan  | EK langebaan  | EK kortebaan | Gemenebestspelen                                                                                           |
| ---- | ----------------- | ------------------------------------------------------------------------------------- | ------------- | ------------- | --- | --- |
| 2012 | geen deelname     |                                                                                       | geen deelname | geen deelname | 33e 100m vrije slag 19e 200m vrije slag 24e 100m rugslag 17e 200m rugslag 9e 4x50m vrije slag 10e 4x50m wisselslag 12e 4x50m vrije slag gemengd | |
| 2013 |                   | geen deelname                                                                         |               |               | geen deelname | |
| 2014 |                   |                                                                                       | geen deelname | geen deelname | | 10e 100m vrije slag · 200m vrije slag · 6e 4x100m vrije slag · 6e 4x200m vrije slag · 6e 4x100m wisselslag |
| 2015 |                   | 32e 100m vrije slag · 14e 200m vrije slag · 10e 4x100m vrije slag · 4x200m vrije slag |               |               | 2-6 december 2015 | |

## Persoonlijke records
Bijgewerkt tot en met 22 augustus 2015

### Kortebaan
| Afstand         | Tijd    | Datum            | Plaats    |
| --------------- | ------- | ---------------- | --------- |
| 100m vrije slag | 48,17   | 13 december 2014 | Edinburgh |
| 200m vrije slag | 1.44,19 | 14 december 2014 | Edinburgh |
| 100m rugslag    | 53,39   | 24 november 2012 | Chartres  |
| 200m rugslag    | 1.54,39 | 13 december 2013 | Edinburgh |

### Langebaan
| Afstand         | Tijd    | Datum         | Plaats  |
| --------------- | ------- | ------------- | ------- |
| 100m vrije slag | 48,79   | 15 april 2015 | Londen  |
| 200m vrije slag | 1.46,53 | 25 juli 2014  | Glasgow |
| 100m rugslag    | 55,55   | 14 april 2015 | Londen  |
| 200m rugslag    | 1.59,48 | 8 maart 2012  | Londen  |